# Rio do Sabão
O rio do Sabão é um curso de água que banha o estado do Paraná. Pertence à bacia do rio Tibagi, sendo um afluente deste.
Está localizado na região dos Campos Gerais, no segundo planalto paranaense, no município de Tibagi.